# ウロコフネタマガイ
ウロコフネタマガイ（学名：Chrysomallon squamiferum）は2001年にインド洋から発見された巻貝である。体表に硫化鉄でできた鱗を持っており、鉄の鱗を持つ生物の発見として注目された。その鱗の様から俗に、「鱗を持つ足」の意でスケーリーフット（英: scaly-foot）とも呼ばれる。後生動物の中で唯一、骨格の構成成分として硫化鉄を用いる生物である。長らく国際動物命名規約に則った命名がなされておらず、2015年にChen et al. によって遂に新属新種Chrysomallon squamiferumとして記載された。2019年、熱水鉱床の海底資源開発に伴う環境影響の懸念により、国際自然保護連合（IUCN）のレッドリストにおいて絶滅危惧種（Endangered）に指定された。深海の化学合成生態系では初の人類による環境影響を鑑みた認定である。

## 採集地

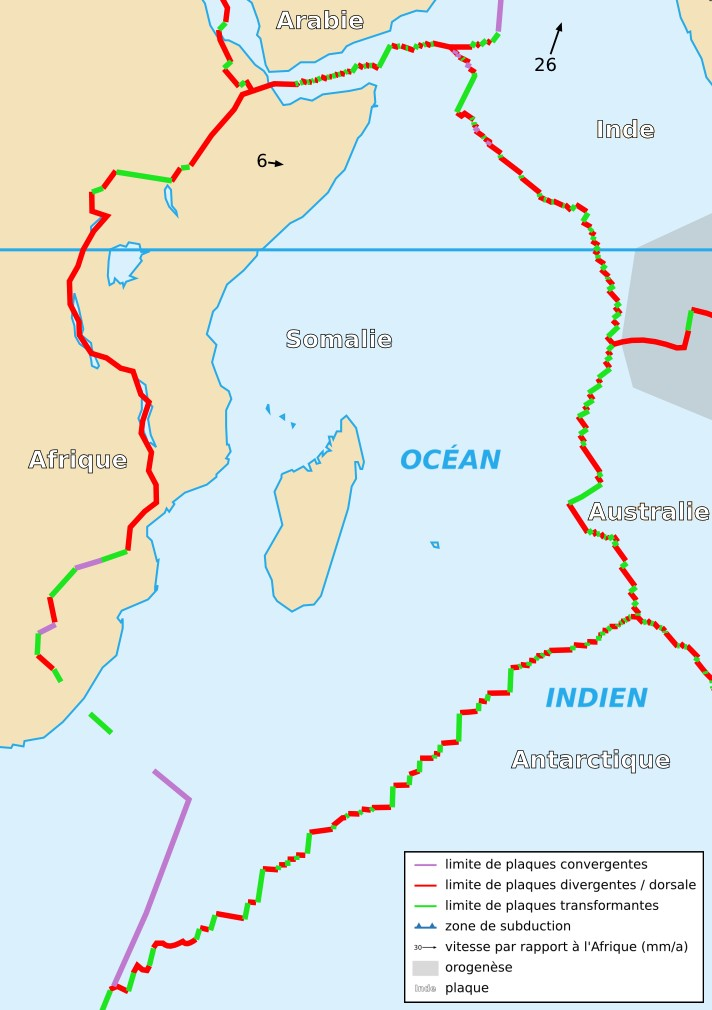
採集地のロドリゲス海嶺三重点近傍

ウロコフネタマガイが初めて発見された海域は中央インド洋海嶺の「かいれいフィールド」と呼ばれるエリアで、モーリシャスの東南東に位置する。これは3つのプレート（アフリカプレート・オーストラリアプレート・南極プレート）が接するロドリゲス三重点の22km北にあたる。このかいれいフィールドは深度 2420-2450m、2000年に日本の海洋研究開発機構（JAMSTEC）の無人深海探査艇「かいこう」によって発見された熱水噴出孔である。かいれいフィールド周辺には西太平洋と大西洋の生物相が混在しており、ウロコフネタマガイ以外にもアルビンガイのような希少な深海性の貝類が発見されている。そのため、この海域は国際的な研究競争の場となっている。
最初にウロコフネタマガイが発見されたのは2001年4月、アメリカ合衆国の研究チームによるものである。この結果はアメリカの学術誌『サイエンス』に報告された。2002年1月、JAMSTECを中心とした日本のチームが有人潜水調査船「しんかい6500」及び支援母船「よこすか」を用いて海域を再調査し、個体を採取した。2006年には再びJAMSTECや産業技術総合研究所の共同チームが調査を行い、飼育実験などを行っている。
2009年、日本のチームが「かいれいフィールド」の北で新たに発見した「ソリティアフィールド」で白いウロコフネタマガイが採取された。この色は、殻や鱗に硫化鉄を含まないからであり、遺伝的には同種である。また、中華人民共和国のチームが2007年に発見した南西インド洋海嶺「Longqiフィールド」(別名「ドラゴンフィールド」)でもウロコフネタマガイが確認された。実際に生きた標本を初めてここから採取したのは2011年に訪れたイギリスのチームである。2015年の新種記載においてタイプ産地に使われたのはこのドラゴンフィールドで、こちらも遺伝的にはかいれいフィールドやソリティアフィールドのものと同種であることが確認されている。深海の生物相調査は世界各地で行われているが、ウロコフネタマガイは今のところインド洋の熱水噴出域からしか発見されていない。

## 特徴
ウロコフネタマガイはベントスであり、チムニーの壁面などに鱗を持った足を広げて付着し、アルビンガイ群集とともにコロニーを形成している。かいれいフィールドではウロコフネタマガイはコロニーにおいて最も内側に分布し、チムニーに直接接している場合が多い。それに対しアルビンガイなど他の生物は、ウロコフネタマガイの上に積層して生活している様子が報告されている。ソリティアフィールドでは熱水の"ゆらぎ"(比較的低温な噴出)の周りにコロニーを形成している様子が報告されている。
ウロコフネタマガイの殻の直径は最長部で最大約45mmである。かいれいフィールドのものは貝殻や鱗は共に黒色に近いが、深海から採取して飼育を続けると錆が沈着して褐色を帯びる。鱗は前述の通り硫化鉄を成分としており、幅数mmのものが密に配列している。鱗を構成する硫化鉄は単磁区構造の結晶で磁性を帯びており、また強度的にも優れたものである。ただし2009年の調査では硫化鉄を含まず外見も白い個体群もソリティアフィールドから見付かっている。一般的な巻貝は、外敵に襲撃されるなどして危険を察知すると貝蓋を閉めて身を守るが、ウロコフネタマガイの蓋は成貝においては極めて小さく、防御の役割を果たしているとは考えにくい。捕食性のカニやエビなどに襲われると、蓋の代わりに鱗を持った足を縮めて鱗で防御すると考えられている。
ウロコフネタマガイが棲むチムニー周辺にはいわゆる化学合成生態系が形成されており、そこに生きる貝類の多くは硫黄酸化細菌を体内に共生させている。既知のアルビンガイやシロウリガイが鰓に細菌を共生させてエネルギーを得る一方、ウロコフネタマガイは消化管の組織中に共生細菌を保持している。
ウロコフネタマガイがまとう硫化鉄は、共生細菌による代謝などで鱗に放出された硫黄が、海水中の鉄イオンと反応して形成される。

## 飼育
2006年のしんかい6500による探査では、スラープガンと呼ばれる掃除機様の吸引機能を持った装置で生体が採集され、支援母船「よこすか」上で飼育実験が行われた。採集された個体（184個体）の飼育を船上で試みた結果、3週間にわたり90%以上の個体が生存したものの、次第に活動が低下した事が報告されている。また、この間に沈着した殻や鱗の錆がストレスの原因となった事が示唆されており、長期の飼育には海水中の溶存酸素量を低下させる必要があると考えられている。
このとき採取されたウロコフネタマガイの一部は新江ノ島水族館に輸送されたが、数日間の飼育の後に死滅している。2006年3月31日以降、標本化されたものが同所で展示されている。